# Las niñas bien
Las niñas bien es una película mexicana dramática de 2018, dirigida y escrita por Alejandra Márquez Abella, basada en los personajes del libro Las niñas bien, de Guadalupe Loaeza. Fue producida por Woo Films. 
La película tuvo su estreno en el Festival Internacional de Cine de Toronto el 9 de septiembre del 2018, y en varias salas de cine de México el 22 de marzo del 2019.
En la LXI edición de los Premio Ariel, ganó en las categorías de Mejor actriz, Mejor música, Mejor vestuario y Mejor maquillaje.

## Argumento
Sofia (Ilse Salas) y un grupo de mujeres de Las Lomas viven en medio de casas de lujo, autos Grand Marquis, juegos de tenis, los devenires del clasismo, las buenas costumbres, hasta que llega la crisis financiera de 1982.

## Premios y nominaciones
| Premio                                    | Categoría                         | Nominados                       | Resultado |
| ----------------------------------------- | --------------------------------- | ------------------------------- | --------- |
| Festival Internacional de Cine de Morelia | Ojo a mejor largometraje mexicano | Las niñas bien                  | Nominado  |
| Festival de Cine de Málaga                | Mejor película iberoamericana     | Las niñas bien                  | Ganador   |
| Premio Ariel                              | Mejor película                    | Alejandra Márquez Abella        | Nominada  |
| Premio Ariel                              | Mejor dirección                   | Alejandra Márquez Abella        | Nominada  |
| Premio Ariel                              | Mejor actriz                      | Ilse Salas                      | Ganadora  |
| Premio Ariel                              | Mejor coactuación masculina       | Flavio Medina                   | Nominado  |
| Premio Ariel                              | Mejor coactuación femenina        | Cassandra Ciangherotti          | Nominada  |
| Premio Ariel                              | Mejor coactuación femenina        | Paulina Gaitán                  | Nominada  |
| Premio Ariel                              | Mejor guion original              | Alejandra Márquez Abella        | Nominada  |
| Premio Ariel                              | Mejor fotografía                  | Dariela Ludlow                  | Nominada  |
| Premio Ariel                              | Mejor edición                     | Miguel Schverdfinger            | Nominado  |
| Premio Ariel                              | Mejor música                      | Tomás Barreiro                  | Ganador   |
| Premio Ariel                              | Mejor diseño de arte              | Claudio Ramírez Castelli        | Nominado  |
| Premio Ariel                              | Mejor vestuario                   | María Annai Ramos Maza          | Ganadora  |
| Premio Ariel                              | Mejor maquillaje                  | Pedro Guijarro Hidalgo          | Ganador   |
| Premio Ariel                              | Mejor sonido                      | Alejandro de Icaza, Anuar Yahya | Nominados |

## Comentarios
Este filme ocupa el lugar 26 dentro de la lista de las 100 mejores películas del mexicanas, según la opinión de 27 críticos y especialistas del cine en México, publicada por el portal Sector Cine en junio del 2020.